# New Athens, Ohio
New Athens là một làng thuộc quận Harrison, tiểu bang Ohio, Hoa Kỳ. Năm 2010, dân số của làng này là 320 người.

## Dân số
- Dân số năm 2000: 342 người.
- Dân số năm 2010: 320 người.